# Sierra del Escudo de Cabuérniga
Sierra del Escudo de Cabuérniga este o arie protejată (arie specială de conservare — SAC, sit de importanță comunitară — SCI) din Spania întinsă pe o suprafață de 787,03 ha, integral pe uscat.

## Localizare
Centrul sitului Sierra del Escudo de Cabuérniga este situat la coordonatele 43°16′48″N 4°21′51″W / 43.28°N 4.3642°V.

## Înființare
Situl Sierra del Escudo de Cabuérniga a fost declarat sit de importanță comunitară în noiembrie 2002 pentru a proteja 2 specii de plante și 4 specii de animale. Situl a fost protejat și ca arie specială de conservare în aprilie 2019.

## Biodiversitate
Situată în ecoregiunea atlantică, aria protejată conține 2 habitate naturale: Pajiști umede atlantice temperate cu Erica ciliaris și Erica tetralix, Pajiști uscate europene.
La baza desemnării sitului se află mai multe specii protejate:
- plante (2): Soldanella villosa, Woodwardia radicans
- nevertebrate (3): croitorul mare al stejarului (Cerambyx cerdo), Elona quimperiana, rădașcă (Lucanus cervus)
- reptile (1): Lacerta schreiberi